# DIAAS
معيار هضم البروتينات الضرورية (Digestible Indispensable Amino Acid Score) يستخدم هذا المعيار لتحديد القيمة الغذائية للطعام إعتماداً على نسبة الأحماض الأمينية وتعتبر طريقة مستحدثة لقياس جودة البروتين حيث تم إنشائها في مارس 2013 من منظمة الأغذية والزراعة لتحل مكان الطربقة المعيارية السابقة لتصنيف البروتين والتي تعرف بـ هضم البروتين وتصحيح نتيجة الأحماض الأمينية (PDCAAS)  